# Plagiothecium albescens
Plagiothecium albescens là một loài Rêu trong họ Plagiotheciaceae. Loài này được (Warnst.) Jedl. miêu tả khoa học đầu tiên năm 1950.